# Bökenäs, Korsanäs och Kuggeboda
Bökenäs, Korsanäs och Kuggeboda är en av SCB sedan 2015 avgränsad och namnsatt tätort i Ronneby kommun i Blekinge län i Listerby socken.
Före 2015 fanns för den centrala delen en av SCB definierad och namnsatt småort Kuggeboda och Lunntorp.
Kuggeboda hade tidigare en lokal konsumentförening. Kooperativa föreningen Framtid i Kuggeboda utan personlig ansvarighet bildades den 25 februari 1905. År 1962 uppgick dåvarande Kuggeboda konsumtionsförening i Konsumtionsföreningen Ronneby m.o.

## Befolkningsutveckling
| Befolkningsutvecklingen i Bökenäs, Korsanäs och Kuggeboda 2015–2020                   | Befolkningsutvecklingen i Bökenäs, Korsanäs och Kuggeboda 2015–2020 | Befolkningsutvecklingen i Bökenäs, Korsanäs och Kuggeboda 2015–2020 | Befolkningsutvecklingen i Bökenäs, Korsanäs och Kuggeboda 2015–2020 | Befolkningsutvecklingen i Bökenäs, Korsanäs och Kuggeboda 2015–2020 |
| ------------------------------------------------------------------------------------- | ------------------------------------------------------------------- | ------------------------------------------------------------------- | ------------------------------------------------------------------- | ------------------------------------------------------------------- |
|                                                                                       |                                                                     |                                                                     |                                                                     |                                                                     |
| År                                                                                    |                                                                     |                                                                     | Folkmängd                                                           | Areal (ha)                                                          |
| 2015                                                                                  | 2015                                                                |                                                                     | 447                                                                 | 241                                                                 |
| 2020                                                                                  | 2020                                                                |                                                                     | 464                                                                 | 244                                                                 |
| Anm.: Ny tätort 2015, som då tillfördes småorten Korsanäs och Smedsgården och Bredäng |                                                                     |                                                                     |                                                                     |                                                                     |

fanns före 2015 som småorten Kuggeboda och Lunntorp som 2010 hade 153 invånare på en yta av 31 hektar